# Serenata per archi (Čajkovskij)
La serenata per orchestra d'archi in do maggiore, Op. 48 di Pëtr Il'ič Čajkovskij è una composizione per orchestra d’archi scritta nel 1880.

## Storia della composizione
Nel 1880 Čajkovskij fece ritorno in Russia, dopo aver soggiornato per un certo periodo a Parigi. In quello stesso anno un grave lutto familiare, la morte del padre, lo condusse ad uno stato di profonda prostrazione fisica e mentale (per giunta aggravato dall’alcolismo cronico), dal quale ebbe la forza di uscire solo attraverso l’attività creativa. In un periodo per lui così difficile, il compositore russo portò a termine quattro importanti lavori: il secondo concerto per pianoforte e orchestra, il Capriccio italiano, l’Ouverture 1812 e la Serenata per orchestra d'archi in do maggiore.
Di quest'ultima opera Čajkovskij fu particolarmente soddisfatto fin dal primo momento; si tratta in effetti di una composizione dove dominano una grazia ed un senso di serenità raramente riscontrabili in altre opere del maestro di Votkinsk. In una lettera alla sua benefattrice Nadežda von Meck, Čajkovskij annotò: «Ho composto questa serenata animato dallo slancio di una intima convinzione... si tratta di un brano che nasce dal profondo del cuore e mi piace pensare che per tale ragione non sia privo di reali qualità». Che si tratti di un lavoro magistrale, lo dimostra il fatto che essa rimane tuttora tra le più eseguite ed apprezzate dal pubblico accanto alle serenate di Antonín Dvořák e Josef Suk.
La serenata fu eseguita per la prima volta in forma privata il 21 novembre (3 dicembre) 1880 al conservatorio di Mosca da un ensemble di professori e studenti per fare una sorpresa a Čajkovskij, che tornava lì per una visita dopo una lunga assenza. La prima esecuzione pubblica ebbe luogo a San Pietroburgo il 18 (30) ottobre 1881, ad un concerto della Società Musicale Russa, sotto la direzione di Eduard Francevič Napravnik. La serenata divenne una delle composizioni che Čajkovskij amava inserire nei programmi delle proprie tournée in Europa, a conferma del fatto che il compositore russo la considerava tra le sue opere più riuscite e musicalmente valide.

## Struttura della composizione
In origine la serenata era stata concepita per un quintetto per archi composto da primo e secondo violino, viola, violoncello e contrabbasso, tuttavia in seguito il compositore decise di procedere ad un lavoro di ampliamento complessivo del progetto originario, non solo per quanto riguarda l’organico (una grande orchestra d’archi in luogo di cinque solisti), ma anche alla forma, ai contenuti e alle tinte. In effetti, all’ascolto la Serenata desta la sensazione di un’opera eseguita da un’intera orchestra. Giacomo Manzoni sottolinea come in quest’opera si manifesti - più che in qualsiasi altra del musicista russo - l’ammirazione assoluta di Čajkovskij per il genio di Wolfgang Amadeus Mozart, riscontrabile nell’eleganza di talune linee melodiche e nello strumentale «terso e lineare».

### I Pezzo in forma di sonatina (Andante non troppo - Allegro moderato)
Il primo movimento si apre con un’introduzione in tempo lento, cui segue lo sviluppo vero e proprio secondo lo schema della forma sonata; il primo tema è di stampo maestosamente neoclassico e riappare anche nel finale, mentre il tema secondario in semicrome si inserisce in un contesto formale prettamente accademico.

### II Valzer (Moderato - Tempo di Valse)
Il secondo movimento contiene uno dei valzer più aggraziati e riusciti che siano stati scritti da Čajkovskij; esso sembra quasi anticipare l’Allegro con grazia della sesta sinfonia, ma qui la danza assume un carattere più leggero e spensierato, scevro di momenti d’inquieta introspezione.

### III Elégie (Larghetto elegiaco)
Nell’elegia si mantiene l’elegante trasparenza delle voci già udita nel movimento precedente, ma la musica assume un tono più serio e meditativo e si evidenzia maggiormente lo spirito schiettamente slavo di cui è intrisa l’intera opera. Particolarmente rimarchevole è il dialogo molto espressivo tra i violoncelli ed i violini. Il movimento si conclude con un’anticipazione di quella che sarà l’introduzione del successivo.

### IV Finale: Tema russo (Andante - Allegro con spirito)
Nel movimento finale l’introduzione lenta contiene una reminiscenza della coda dell’elegia; ad essa segue il trascinante ed impetuoso ritmo che contrassegna lo sviluppo del movimento, in cui si avverte la presenza di motivi melodici russi. Nella coda riappare il motivo dell’introduzione al primo movimento.

## Discografia parziale
- Academy of Saint Martin-in-the-Fields, Sir Neville Marriner (Decca)
- Berliner Philharmoniker, Herbert von Karajan (Deutsche Grammophon)
- Boston Symphony Orchestra, Charles Münch (RCA BMG)
- Bournemouth Symphony Orchestra, Andrew Litton (Virgin)
- Ensemble Instrumental Musica Viva, Alexander Rudin (Brilliant Classics)
- I Musici de Montréal, Yuli Turovsky (Chandos)
- Leningrad Philharmonic Orchestra, Evgeny Mravinsky (Brilliant Classics)
- Moscow Philharmonic Orchestra, Kyrill Kondrashin (Melodija)
- Moscow Soloists, Yuri Bashmet (RCA BMG)
- New York Philharmonic, Leonard Bernstein (Sony BMG)
- Orpheus Chamber Orchestra (Deutsche Grammophon)
- Philadelphia Orchestra, Eugene Ormandy (Sony BMG)
- St. Petersburg Philharmonic Orchestra, Vladimir Ashkenazy (Decca)
- Vienna Chamber Orchestra, Philippe Entremont (Naxos)